# Ново-Данух
Ново-Данух (так же Новый Данух, Аркабаш) — кутан в Гумбетовском районе Дагестана. Входит в Данухское сельское поселение. Не имеет официального статуса.

## Географическое положение
Село расположено на территории Хасавюртовского района на границе с Казбековским, в 10 км к юго от города Хасавюрт.

## История
В 1939 году в целях развития животноводства колхозу имени Ворошилова села Данух была выделена земля в местности Аркабаш Хасавюртовского района, на которой был образован кутан. С течением времени население кутана росло. В 1989 году сошедшей лавиной была разрушена часть села Данух, пострадавшие жители (40 хозяйств) были переселены на кутан. В 2009 году село уже состояло из более 120 хозяйств.